# Bataille de Yu Oc
Guerre franco-chinoise
Batailles
- Expédition du Tonkin
- Sontay
- Bac Ninh
- Bac Le
- Fuzhou
- Keelung
- Tamsui
- Kep
- Shipu
- Zhenhai
- Lang Son (1re)
- Nui Bop
- Tuyen Quang
- Yu Oc
- Hoa Moc
- Phu Lam Tao
- Bang Bo
- 2e Lang Son
- Pescadores

La bataille de Yu Oc oppose le 19 novembre 1884 des troupes françaises du Corps expéditionnaire du Tonkin envoyées au secours de la garnison française assiégée à l'intérieur de Tuyen Quang par l'armée de T'ang Ching-sung's Yunnan et les Pavillons Noirs de Liu Yongfu, pendant la guerre franco-chinoise. Le commandant français à Yu Oc, le colonel Jacques Duchesne, se distinguera par la suite lors de l'expédition de Madagascar (1895).

### Sources et bibliographie
En français
- Ernest Picard-Destelan, Annam et Tonkin : Notes de voyage d'un marin, Paris, 1892
- Émile Duboc, Trente cinq mois de campagne en Chine, au Tonkin, Paris, 1899
- S. Ferrero, Formose, vue par un marin français du XIXe siècle, Paris, 2005
- Huard, La guerre du Tonkin, Paris, 1887
- Maurice Loir, L'escadre de l'amiral Courbet, Paris, 1886
- Maurice Rollet de l'Isle, Au Tonkin et dans les mers de Chine, Paris, 1886, [lire en ligne]
- Auguste Thomazi, La conquête de l'Indochine, Paris, 1934

En anglais
- (en) Cet article est partiellement ou en totalité issu de l’article de Wikipédia en anglais intitulé « Battle of Yu Oc » (voir la liste des auteurs).
- (en) James F. Roche et L. L. Cowen, The French at Foochow, Celestial Empire, 1884, totales49 (lire en ligne)
- (en) J. Rawlinson, China's Struggle for Naval Development, 1839–1895, Harvard, 1967
- (en) R. Wright, The Chinese Steam Navy, 1862–1945, Londres, 2001

En chinois
- Lung Chang [龍章], Yueh-nan yu Chung-fa chan-cheng [越南與中法戰爭, Vietnam and the Sino-French War] (Taipei, 1993)